# Ian Axford
William Ian Axford Kt (Dannevirke, 2 de janeiro de 1933 — Napier, 13 de março de 2010) foi um astrofísico neozelandês.

## Prémios e honrarias
- Medalha Chapman (1994)
- Medalha Rutherford (1994)[1]